# Залесе-Гожицьке
Залесе-Гожицьке (пол. Zalesie Gorzyckie) — село в Польщі, у гміні Гожице Тарнобжезького повіту Підкарпатського воєводства. Населення — 194 особи (2011).
У 1975-1998 роках село належало до Тарнобжезького воєводства.

## Демографія
Демографічна структура станом на 31 березня 2011 року:
|          | Загалом | Допрацездатний вік | Працездатний вік | Постпрацездатний вік |
| -------- | ------- | ------------------ | ---------------- | -------------------- |
| Чоловіки | 97      | 22                 | 66               | 9                    |
| Жінки    | 97      | 28                 | 53               | 16                   |
| Разом    | 194     | 50                 | 119              | 25                   |